# Spread Firefox
Spread Firefox（スプレッド・ファイアフォックス）は、Mozilla Foundationが実施しているプロモーション活動の一つで、ウェブブラウザとしてMozilla Firefoxの使用を推進していく目的で実施されている。
日本国内では、Spread Firefox Japanの名称で、Mozilla Japanが活動を行っている（2009年11月9日現在は休止中）。

## 活動内容
インストールCD配布などの各種キャンペーン活動のほか、ブログの作成と更新、ウェブバナー（リンク用画像）の公開、グッズの販売など、多岐にわたっている。
日本では2006年7月にSpread Firefox 2006 Summerが、秋葉原・渋谷・鎌倉の3か所で開催された。